# كلارنس كارتر
كلارنس كارتر (بالإنجليزية: Clarence Carter) هو مغن مؤلف ومنتج أسطوانات ومغني أمريكي، ولد في 14 يناير 1936 في مونتغومري في الولايات المتحدة.

## وصلات خارجية
- الموقع الرسمي
- كلارنس كارتر على موقع IMDb (الإنجليزية)
- كلارنس كارتر على موقع ميوزك برينز (الإنجليزية)
- كلارنس كارتر على موقع أول ميوزيك (الإنجليزية)
- كلارنس كارتر على موقع ديسكوغز (الإنجليزية)
- كلارنس كارتر على موقع قاعدة بيانات الفيلم (الإنجليزية)